# Ožogino
Ožogino (rusky Ожогино озеро) je jezero na severovýchodě Jakutské republiky v Rusku. Má rozlohu 157 km². Leží v Abyjské nížině u jižních svahů pohoří Polousnyj krjaž.

## Vodní režim
Jezero je mělké. Zdroj vody je sněhový a dešťový. Zamrzá na konci září nebo na začátku října a rozmrzá v červnu. Z jezera odtéká řeka Ožogin (levý přítok Indigirky).